# Краєзнавчий музей міста Перечин
Краєзнавчий музей міста Перечин — краєзнавчий музей у м. Перечин (Закарпатська область, Україна), зібрання пам'яток з історії, етнографії, культури міста і туристично-інформаційний центр.

## Історія музею
Ідея створення музею в місті Перечин з'явилася ще у 2012 р., коли за підтримки Благодійного фонду «Центр громадських ініціатив» у місті Перечин було створено туристично-інформаційний центр. В одній із кімнат центру були зібрані старовинні речі, предмети побуту, меблі які є частиною історії міста. Саме ці предмети стали основною базою для створення майбутнього музею.
Музей було створено рішенням Перечинської міської ради Закарпатської області від 18 квітня 2018 р. З цього моменту розпочалася дослідницька та пошукова робота, підготовка до побудови майбутніх експозицій. Значна робота проводилася і в плані ремонту музейних приміщень, адже розташовувався заклад у будівлі, якій уже було майже 100 років. Свого часу вона була зведена для потреб місцевої жандармерії, приблизно в 1916—1918 рр. За часів Австро-Угорщини та Чехословаччини тут знаходилася жандармська станція. У 1939 р., з приходом угорської влади, також прикордонна поліцейська експозитура. За радянських часів тут розміщувалася міліція і КДБ (Комітет Державної Безпеки). Десятки років потому приміщення пустувало і перебувало в аварійному стані. 25 травня 2019 року музей відкрився для своїх перших відвідувачів.

## Структура музею та фонди
Сама концепція створення музейних експозицій полягала у відтворенні історії міста крізь призму часів і національностей, які тут проживали: українці, словаки, чехи, угорці, євреї, німці та італійці. Також при побудові експозицій була приділена увага старим назвам вулиць міста та їх походженню. Музейна експозиція розділена на 4 зони, що відтворюють історію даної місцевості.
Перша кімната (зона) — це експозиції «Яслище», «Поташня», «Селянська хата» та «Перечинські італійці». «Яслище» та «Поташня» — урочища, давні назви окремих частин міста. Район Перечина Поташня дістав назву за те, що тут випалювали деревне вугілля, виготовляли поташ шляхом випаровування суміші із деревного попелу, виробляли смолу.
Наступні експозиції представляють побут як українців, так і італійців, німців, угорців, австрійців, які проживали в Перечині. У кінці ХІХ ст. завдяки розвитку промисловості та виникненню залізниці населення Перечина зросло саме за рахунок іноземних фахівців, яких запросили працювати на фабрику «Бантлін», будувати залізниці та дороги.
Частина музейної експозиції присвячена центральній вулиці міста, яку перечинці називали колись Градська. Тут були зосереджені основні громадські будівлі (римо-католицький костел Святого Августина (1905 р.), колишня єврейська корчма Гершка Грюнвальда, пекарня чеха Андрія Ганака, синагога, церква Св. Миколая (1769 р.), перша аптека в місті (1906.), чеська горожанка (1928 р.), фабрика Бантліна (1893 р.) старий австрійський міст (1902 р.).
Всі експонати, які знаходяться в нашому музеї, передані сюди жителями міста і є частиною його історії. Велика доля інформації, що проливає світло на минуле міста, знайдена під час роботи у Державному архіві Закарпатської області (м. Берегово). Багато матеріалу записано також від перечинських старожилів.